# Richard Phillips (căpitan)

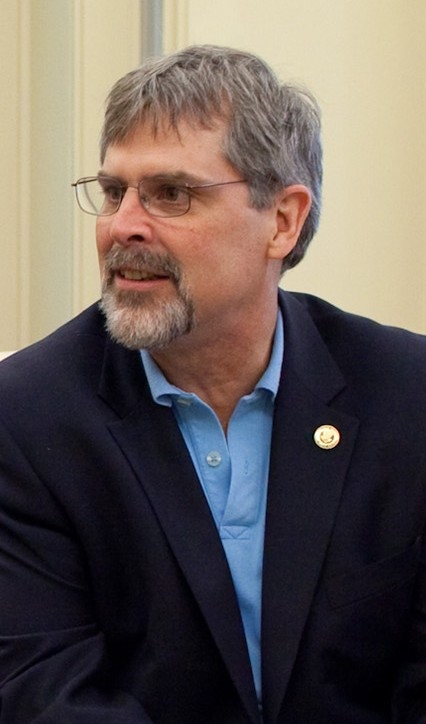
Richard Phillips

Richard Phillips (născut în 1955) este un comandant de navă american care lucrează pentru firma Maersk. Philips a fost comandantul navei MV Maersk Alabama la data de 8 aprilie 2009, când nava a fost acostată de piraţi somalezi și Phillips a fost luat ostatic . Comandantul a fost salvat în ziua de 12 aprilie 2009 după ce operația de salvare organizată de un grup special de Navy SEAL a ucis toți bandiții rămași pe bordul navei acestora. Unul dintre bandiți, care fusese rănit în încercarea anterioară, dar nereușită, de răpire a navei comerciale MV Maersk Alabama, a scăpat cu viață întrucât se afla sub îngrijire medicală la bordul vasului militar american USS Bainbridge (DDG-96) . În timp ce banditul a fost arestat după operația de salvare, Phillips a fost supus unui examen medical la bordul vasului USS Boxer (LHD-4). După povestea sa s-a făcut și un film, "Captain Phillips" în 2013.
Phillips, care este un nativ al Winchester, Massachusetts, locuiește cu soția sa și cei doi copii ai lor în localitatea Underhill din Vermont. Phillips a terminat cursurile Academiei Maritime Massachusetts, conform Massachusetts Maritime Academy în 1979, fiind un încercat navigator cu peste 20 de ani de experiență maritimă.
Motivul pentru care comandantul Phillips s-a predat benevol piraților a fost determinat de preluarea asupra sa a întregii responsabilități a posibilei răscumpărări cerute. Astfel echipajul s-a putut salva și a putut menține controlul asupra vasului care a rămas intact.